# 阎济美
阎济美（？—825年6月13日），荥阳郑县人，唐朝政治人物。

## 生平
高祖閻恭，隋朝滑卫二州刺史。曾祖阎雄，唐朝司农丞。祖阎伟（字昚止），资州长史。父阎敬仲。
大历八年（773年）春天科考落榜，离开长安时，獻詩给主考官张谓，诉说自己怀才不遇的苦悶。大历十年（775年）進士登第。元和初（806年），自婺州刺史代柳冕为福建观察使，又为润州刺史、浙西观察使。有一船家为商贾载货。船家窥见商贾将十锭银子藏货堆中，便趁機盗走所藏之银，沉银于泊船处的水底。然此案很快偵破。入拜右散骑常侍。华州刺史、潼关防御、镇国军使，入为秘书监。以年及悬车，上表乞骸骨，以工部尚书致仕。后以恩例，累有进改。宝历元年五月廿三日丙寅（825年6月13日），以太子少傅致仕殁於家，年九十余。

## 延伸阅读
[在维基数据编辑]
 《舊唐書·卷185下》，出自刘昫《舊唐書》